# Franz Schwarzbauer
Franz Schwarzbauer (* 8. November 1953 in Engelburgsried, Gemeinde Bergern bei Deggendorf) ist ein deutscher Literaturwissenschaftler und Kulturmanager.

## Leben
Schwarzbauer wuchs auf dem elterlichen Hof in Engelburgsried im Bayerischen Wald auf. Von 1964 bis 1973 besuchte er das humanistische Gymnasium der Benediktinerabtei Metten. Danach studierte er Germanistik, Philosophie und Geschichte von 1973 bis 1975 in Erlangen und von 1975 bis 1980 in Konstanz. Sein Studium schloss er mit dem Ersten Staatsexamen ab. 1990 wurde er mit einer literaturhistorischen Studie über die Xenien von Goethe und Schiller promoviert, die mit dem Preis zur Förderung des wissenschaftlichen Nachwuchses der Stadt Konstanz ausgezeichnet wurde. Parallel hatte sich Schwarzbauer von 1975 bis 1990 im Kommunalen Kino Konstanz engagiert. Von 1990 bis 1993 arbeitete er als Texter in der Agentur Schindler & Parent in Meersburg.
Von 1993 bis 2003 leitete er das Kulturamt der Stadt Meersburg. Von 2003 bis 2019 war in gleicher Funktion in Ravensburg tätig. In seine Amtszeit fallen zwei Ereignisse von überregionaler Bedeutung, die er maßgeblich von Seiten der Stadt begleitete: die Errichtung des Denkmals der Grauen Busse, die an die Opfer der sog. Euthanasie in der ehemaligen Heil- und Pflegeanstalt Weißenau erinnert, sowie Bau und Eröffnung des Kunstmuseums Ravensburg. Darüber hinaus war er auch für das Programm der Konzert- und Theatersaison im Konzerthaus Ravensburg verantwortlich.
In seinen Schriften beschäftigt sich Schwarzbauer u. a. mit Leben und Werk von Annette von Droste-Hülshoff und Ernst Jünger, die an seinen beruflichen Wirkungsstätten Meersburg und Ravensburg gewirkt hatten.
Seit 2012 widmet sich Franz Schwarzbauer im Vorstand der Goethe-Gesellschaft Ravensburg e. V., die er mitbegründet hat, der Pflege und Vermittlung von klassischer und neuerer Literatur. Seit dem Sommersemester 2019 nimmt er Lehraufträge an der Universität Konstanz in der Fachgruppe Germanistik wahr. Schwerpunkt seiner Hochschultätigkeit ist die Lyrik der Moderne.
Franz Schwarzbauer lebt in Ravensburg.

## Schriften

### Monographien
- Die Xenien. Studien zur Vorgeschichte der Weimarer Klassik. Metzler, Stuttgart und Weimar 1993, ISBN 3-476-00859-2 (zugl. Diss., Universität Konstanz 1991)
- Ernst Jünger in Ravensburg. (= Spuren; 91). Deutsche Schillergesellschaft, Marbach 2010, ISBN 978-3-937384-61-0 (15 S.)

### Herausgeberschaften
- Meersburg – Spaziergänge durch die Geschichte einer alten Stadt. Friedrichshafen 1999 (darin S. 7–12: Einladung, die Geschichte Meersburgs zu erkunden; S. 35–38: Lochners Erbe und seine Nachlaßverwalter. Schreiben des Kölner Rats nach Meersburg im Jahr 1451; S. 88–91: Der Künstler als Unternehmer. Joseph Anton Feuchtmayers Angebot vom September 1741; S. 124–134: „Das Städtchen ist so angenehm“ – Annette von Droste-Hülshoff in Meersburg; S. 135–142: Auf der Suche nach der vergangenen Zeit. Brief der Droste an Levin Schücking vom 15. Dezember 1843; S. 236–241: Eine unerwiderte Liebeserklärung. Das Sonett „Für diesen Blick“ von Johannes R. Becher)
- Im Rhythmus der Natur – Landschaftsmalerei der „Brücke“. Meisterwerke der Sammlung Hermann Gerlinger. Ausstellungskatalog. Hrsg. mit Andreas Gabelmann. Ravensburg und Ostfildern 2006. (darin S. 6–7: Brief an den Sammler. Statt eines Vorworts; S. 120–135: Schwarzer Regen, blaue Länder. Landschaft in der Lyrik des Expressionismus.)
- Erinnern und Gedenken. Das Mahnmal Weißenau und die Erinnerungskultur in Ravensburg. Hrsg. mit Andreas Schmauder und Paul-Otto Schmidt-Michel. Konstanz 2007. (darin S. 13–26: Auf den Weg gebracht. Anmerkungen zum Verfahren, Überlegungen zum Thema.)
- Natur im Blick. Über Annette von Droste Hülshoff, Goethe und Zeitgenossen. Ein Tagungsband. Hrsg. mit Winfried Woesler. Bern 2017 (darin S. 9–15: Einleitung; S. 133–160: Die Natur als Ort der Trauer. Goethes Gedicht „Dämmrung senkte sich von oben [...]“)
- Vergangen? Spurensuche und Erinnerungsarbeit. Das Denkmal der Grauen Busse. Hrsg. mit Thomas Müller und Paul-Otto Schmidt-Michel. Zwiefalten 2017 (darin S. 11–14: Vergangen? Einleitung der Herausgeber; S. 113–145: Zum Beispiel Götz und Meyer. Oder Dora Bruder. Von den Chancen literarischer Vergegenwärtigungen des Holocaust.)
- Pictures on the Wall of your Heart. Tom Wesselmann & die Pop Art. Hrsg. mit Nicole Fritz. Köln 2008 (darin S. 65–77: Intensivierte Wahrnehmung. Das Kunstzitat im Werk von Tom Wesselmann)

### Aufsätze
- Die Xenien von 1796/1893. Zur Kritik eines maßgeblichen Kommentars, in: ZfdPhilologie 105 (1986), Sonderheft, S. 107–135.
- Imaginäre Räume. Über die phantastischen Welten des Claus Dietrich Hentschel, in: Leben am See 13 (1996), S. 286–297.
- Einblicke in die Gleichzeitigkeit des Ungleichzeitigen. Kulturarbeit in Meersburg, in: Allmende 48/49 (1996), S. 203–207.
- Stilleben mit Menschen. Honest Schempp: Porträt eines unzeitgemäßen Künstlers, in: Jahrbuch des Landkreises Lindau (1996), S. 63–68.
- Schubart und die Deutsche Chronik. Der Versuch, eine Legende zu revidieren, in: Schwabenspiegel. Literatur vom Neckar bis zum Bodensee 1000–1800. Hrsgeg. von Ulrich Gaier / Monika Küble / Wolfgang Schürle. Ulm 2003, Bd. 2, S. 577–587.
- „Im Geist der Droste“. Der Meersburger Dorste-Preis und die Droste-Gesellschaft, in: Eine literarische Gesellschaft im 20. Jahrhundert. 75 Jahre Droste-Gesellschaft in Münster (1928–2003). Hrsg. von Jochen Grywatsch  und Ortrun Niethammer. Bielefeld 2003, S. 283–304.
- „Der Königin der deutschen Dichterinnen“. Über die Wirkungsgeschichte der Droste in Meersburg, in: Droste-Jahrbuch 6 (2005/06), S. 123–139.
- Bilder deiner wilden Phantasie. Sehnsuchts– und Schreckensorte in Drostes Tragödienfragment „Bertha“, in: Droste-Jahrbuch 7 (2007/08) [2009], S. 177–196.
- „Auch scheint mir das Klima zur Arbeit zu behagen [...]“. Ernst Jünger in Ravensburg (1948–1950), in: Ulm und Oberschwaben 57 (2011), S. 377–396 (Digitalisat).
- Eine verschworene Gemeinschaft. Über die Anfänge des Ravensburger Kreises, in: Ulm und Oberschwaben 58 (2013), S. 450–469 (Digitalisat).
- Naturverständnis, Selbstverständnis. Mondesaufgang von Annette von Droste-Hülshoff und Monduntergang von Giacomo Leopardi im Vergleich, in: Die Droste und Italien. Hrsgeg. von Gabriella Catalano und Winfried Woesler. Hannover 2015, S. 71–89.
- „Heliopolis“ – eine kritische Lektüre. Jüngers Roman zwischen Zeitdiagnose und Erzählkunst, in: Jünger-Studien 7 (2015), S. 143–163.
- Unberechenbare Zinsen. Spiegelt sich die Aufklärung in der Alten Bibliothek der Stadt Ravensburg? In: Aufklärung in Oberschwaben. Barocke Welt im Umbruch. Hrsgeg. von Katharina Bechler und Dietmar Schiersner. Stuttgart 2016, S. 113–129.
- Der „Ravensburger Kreis“. Über Anfang und Ende, Werden und Wirken einer literarischen Gruppe, in: Literatur in Oberschwaben seit 1945. Hrsg. von Edwin Ernst Weber. Meßkirch 2017, S. 102–129.
- Wie Ernst Jünger in Wilflingen Staatsgäste empfing, oder: Über die erstaunliche Karriere eines Nonkonformisten, in: Von Hölderlin bis Jünger. Zur politischen Topographie der Literatur im deutschen Südwesten. Hrsg. von Thomas Schmidt und Kristina Mateescu. Stuttgart 2020 S. 431–442.